# 日本住宅公団
日本住宅公団（にほんじゅうたくこうだん）は、かつて日本に存在した特殊法人。日本住宅公団法により1955年（昭和30年）7月25日に設立された。戦前に存在し、GHQにより解体させられた住宅営団（旧・同潤会）とは関係ない。
住宅に困窮する勤労者のために住宅及び宅地の供給を行ってきたが、1981年（昭和56年）10月1日、住宅・都市整備公団法により解散。業務は住宅・都市整備公団に承継された後、1999年（平成11年）10月に都市基盤整備公団を経て、さらに地域振興整備公団の地方都市開発整備部門と統合し、2004年（平成16年）7月に都市再生機構（UR）へ移管された。

## 概要

### 誕生の背景
「衣食住」の一つである住宅は生活に欠かせないものだが、第二次世界大戦中における空襲被害に加え、資材や人手の極端な不足により、終戦時には420万戸が不足すると言われていた。その後の復興により、「衣食」は次第に落ち着いてきたが、住宅復興には期間がかかり、1955年（昭和30年）の時点でもまだ271万戸が不足するといわれていた。建築着工統計によると、当時の住宅建設戸数は年25万戸前後で、戸数を増加し、とくに大都市にどのように住宅を供給するかが問題とされた。1955年（昭和30年）2月の第27回衆議院議員総選挙でも、主要政党は住宅建設の促進を公約に掲げた。
この状況をよく示すのが、選挙後に開かれた特別国会の衆議院本会議で、4月25日に行われた鳩山一郎総理大臣の施政方針演説である。総理は民主政治と平和外交に触れた後、国民生活の安定と向上につき、「敗戦によって経済の基盤を破壊されたわが国においては、終戦10年を迎えた今日、いまだその回復が十分ではありません」と述べた後、主な施策として、「その一は、住宅問題であります。政府が住宅政策に大きな重点を置いておりますことは、すでに種々の機会に申し述べたところであります。昭和30年度における建設目標を42万戸といたしまして、公営住宅、住宅金融公庫による住宅等のほか、新たに住宅公団を設立して、一般庶民住宅の建設、宅地造成等を積極的に推進していく予定であり、また、民間の自力による住宅建設に対しましては、税制その他の面において必要な措置を講じて、できる限りこれに協力を惜しまない所存であります」と演説している。これは、当時の日本にとって住宅建設が重要な政治課題で、公約実現のために住宅公団を設置することを示している。
その後、法案が国会に提出され、5月21日の衆議院建設委員会で竹山祐太郎建設大臣が提案理由を次のように説明している。
- 政府は、昭和三十年度において四十二万戸の住宅建設を目途としておることは御承知の通りでありますが、これが実現をはかるため、政府の重点的施策といたしまして、公的資金による住宅建設の拡充、民間自力建設の促進及び宅地対策の推進をはかる所存であります。
- ところで、現在行われております公的資金による住宅建設の中心をなすものは、公営住宅及び公庫住宅の両者でありますが、地方行政区域を単位とする現行の公営住宅方式及び公庫住宅による住宅供給方式のみでは、東京を初めとする大都市地域における住宅供給の拡充をはかるために不充分であり、従って地方行政区域にとらわれず、広域圏にわたる新たな住宅供給方式を考える必要が認められるのであります。
- また、一方、宅地対策について見ますと、現在住宅建設が当面する最大の隘路の一は、宅地取得難で、これが有効な対策を請じない限り、今後の住宅建設は行き詰まらざるを得ない実情にあります。従って、宅地対策の一として、大都市地域において大規模に健全な新市街地を造成することが必要であり、このためには、都市周辺の適地について、衛星都市的配慮のもとに土地区画整理事業を施行することもできるような機関の設立が必要であります。
- さらにまた、今後勤労者住宅建設の拡充をはかるためには、国及び地方の財政の現状から考えて、住宅建設資金の相当部分を民間資金の導入に仰ぐ必要があります。これらの住宅の建設に充てる民間資金を円滑に導入するための機関の設立が必要であります。
- この法案は、以上のごとき観点に基きまして、現下における住宅の不足をすみやかに解消するため、住宅不足の著しい地域において、住宅に困窮する勤労者のために不燃性の集団住宅及び宅地を供給し、あるいは必要に応じ土地区画整理事業を施行する機関として、日本住宅公団を設立しようとするものであります。

こうして、公庫（住宅金融公庫）、公営（公営住宅）に加え、公団（日本住宅公団）が誕生し、「戦後住宅政策の三本柱」が揃うこととなった。公庫と公営に対し、公団の特徴は広域的な観点から住宅地を計画し、建設する点にある。日本住宅公団法の第1条は、こう宣言している：「日本住宅公団は、住宅の不足の著しい地域において、住宅に困窮する勤労者のために耐火性能を有する構造の集団住宅及び宅地の大規模な供給を行うとともに、健全な新市街地を造成するための土地区画整理事業を施行することにより、国民生活の安定と社会福祉の増進に寄与することを目的とする。」

### 業務
発足した日本住宅公団は、直ちに大都市圏の住宅供給に取り組み、首都圏や近畿圏、中京圏に住宅団地の整備を進めた。ただ、1955（昭和30）年度の住宅着工戸数は約28万戸にとどまり、全国の住宅着工戸数が公約の42万戸を超えたのは、5年後の1960（昭和35）年度（計452,889戸）である。こうして各地に登場した公団住宅は、住宅内部の間取りや設備の向上でも、日本の住宅に広く影響を与えていった。
住宅及び宅地の建設または造成、分譲、賃貸、その他の管理及び譲渡の外、ニュータウン開発における新住宅市街地開発事業や土地区画整理事業の計画・施行も行った。

### 財務及び会計
公団は事業年度毎に建設大臣から予算等の認可、財務諸表の承認を受けた。一方、資金の借入のほか、住宅宅地債券の発行を行い、政府の貸付や債務引受、さらには債務保証も認められた。

## 出来事
- 初期の大規模住宅団地として常盤平団地が建設された際、激しい反対運動が発生した。
- 1957年（昭和32年）、公団が台所用にステンレスの流し台を採用。水槽の下を収納キャビネットにした様式は、1960年代後半には一般家庭にも普及した[6]。
- 1968年（昭和43年）に分譲された鶴川団地にて、1972年（昭和47年）6月にバルコニーが落下する事故が発生。公団が点検したところ、780戸中100戸近くのバルコニーに亀裂等が発見されて問題となった。公団は危険な箇所に鉄パイプを当てて急場をしのいだが、以後、半年近く放置状態となったため、同年12月5日には住民がバスを仕立てて公団に乗り込み抗議する事件も起きた[1]。